# Нета (окръг Фамагуста)
Нѐта (на гръцки: Νέτα; на турски: Taşlıca) е село в Кипър, окръг Фамагуста. Според статистическата служба на Северен Кипър през 2011 г. селото има 80 жители.
Де факто е под контрола на непризнатата Севернокипърска турска република.